# Les 20 pendus du Hentchak
Les 20 pendus du Hentchak (en arménien Քսան կախաղան, aussi appelés « Les 20 martyrs » ou encore « Les 20 ») est le nom qui désigne communément le groupe de militants du parti social-démocrate Hentchak pendus dans le Square Beyazıt de Constantinople le 15 juin 1915 pendant le génocide arménien.

## Historique
En 1913 a lieu la 7e Convention générale du parti social-démocrate Hentchak à Constanța, en Roumanie. Cette convention a une grande importance non seulement pour les Hentchaks, mais pour l'histoire du peuple arménien dans sa globalité. Durant la convention, l'assemblée insiste sur son inquiétude vis-à-vis du mépris total dont fait preuve le gouvernement Jeunes-Turcs à propos de la vie des Arméniens vivant en Arménie occidentale. Les Hentchaks estiment de plus que ce mépris ne ferait que s'amplifier avec le temps. Ils insistent aussi sur le fait qu'une Arménie unie et indépendante ne pourra jamais exister sous le gouvernement raciste et dictatorial des Jeunes-Turcs.
Ainsi, les membres de la convention se quittent avec deux objectifs :
- « Comme indiqué dans son programme initial, le parti doit effectuer la transition de ses actions du légal à l'illégal, afin de redevenir une organisation secrète »[n 2].
- « Planifier et assassiner les leaders du parti Ittihad (Jeunes-Turcs), les mêmes leaders qui ont commandité les massacres d'Adana de 1909, et donc ceux-là mêmes qui sont en ce moment en train d'organiser l'annihilation du peuple arménien »[n 3],[2].

Cependant, ces objectifs secrets sont transmis au gouvernement ottoman par un espion[réf. nécessaire]. De ce fait, dès l'arrivée des délégués ayant pris part à la convention à Constantinople, les autorités procèdent à leur arrestation. Fin 1913, c'est environ 140 leaders Hentchaks qui ont été arrêtés.

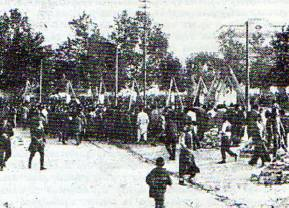
Les 20 pendus.

Après deux ans de prison dans des conditions très difficiles d'incarcération, et après des simulacres de procès, vingt figures de premier plan dont Paramaz, Dr. Benne, Aram Achekbashian, Vanig et d'autres sont condamnées à mort par pendaison. Quelques semaines après le début du génocide arménien, ils sont pendus le 15 juin 1915 dans la place centrale de Constantinople, connue sous le nom de Square Beyazıt. Les derniers mots de Paramaz furent : « Vous pouvez pendre nos corps, mais vous ne pourrez pendre nos idées… Vous verrez demain, à l'horizon oriental, une Arménie socialiste »,.

## Les pendus
Les noms ci-dessous nous sont connus grâce à l'écrivain et éditeur arménien Teotig. Deux autres leaders Hentchaks importants, Stépan Sapah-Gulian (en) et Varaztahd, sont condamnés à mort par contumace.
- Paramaz (Փարամազ),
- Bedros Torossian (Պետոս Թորոսեան), connu sous le pseudo « Dr. Benne » (Տքթ. Պէննէ), originaire de Kharpert,
- Aram Achekbachian (en) (Արամ Աչըգպաշեան), originaire d'Arabkir,
- Kegham Vaniguian (en) (Գեղամ Վանիկեան), originaire de Van et l'un des rédacteurs du journal de jeunesse Gaidz,
- Mourad Zakarian (Մուրատ Զաքարեան), originaire de Mush,
- Yervant Topouzian (Երուանդ Թօփուզեան),
- Hagop Basmadjian (Յակոբ Պասմաճեան),
- Sempat Kelejian (Սըմբատ Գըլըճեան),
- Roupen Garabedian (Ռուբէն Կարապետեան),
- Armenag Hampartsoumian (Արմենակ Համբարձումեան),
- Apraham Mouradian (Աբրահամ Մուրատեան),
- Hrant Yégavian (hy) (Հրանդ Եկաւեան),
- Karnig Krikor Boyadjian (Գառնիկ Գրիգոր Պօյաճեան), originaire de Shabin-Karahisar (Şebinkarahisar),
- Hovhannes D. Ghazarian (Յովհաննէս Տ. Ղազարեան),
- Meguerditch Yeretsian (Մկրտիչ Երէցեան),
- Yeremia Manoukian (Երեմիա Մանուկեան),
- Tovmas Tovmasian (Թովմաս Թովմասեան),
- Karekin Boghosian (Գարեգին Պօղոսեան),
- Minas Kéchichian (Մինաս Քէշիշեան),
- Boghos Boghossian (Պողոս Պողոսեան).

Les pendus
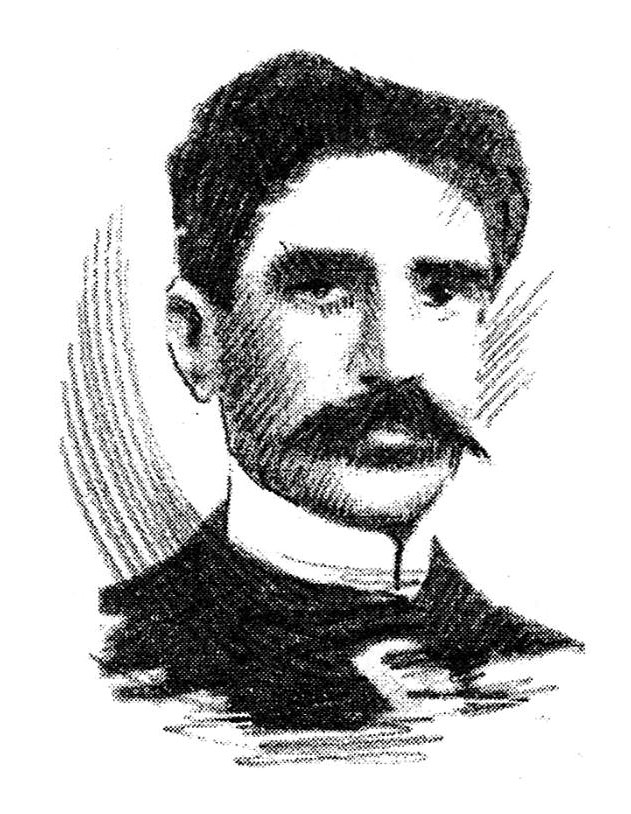
Paramaz
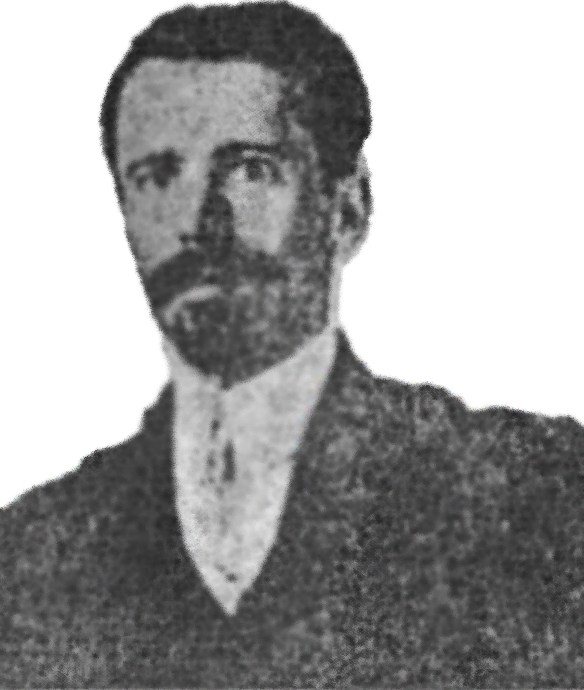
Dr Benne
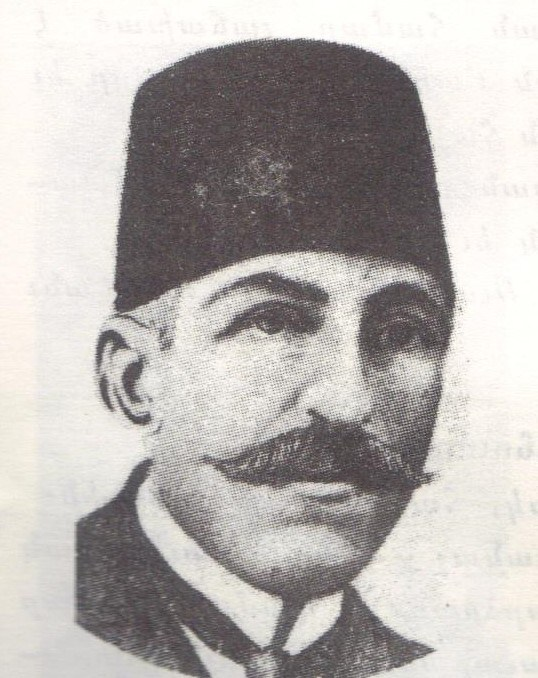
Aram Achekbachian
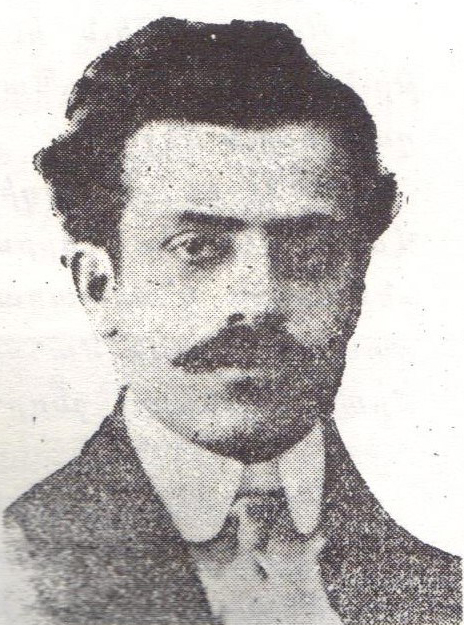
Kegham Vaniguian
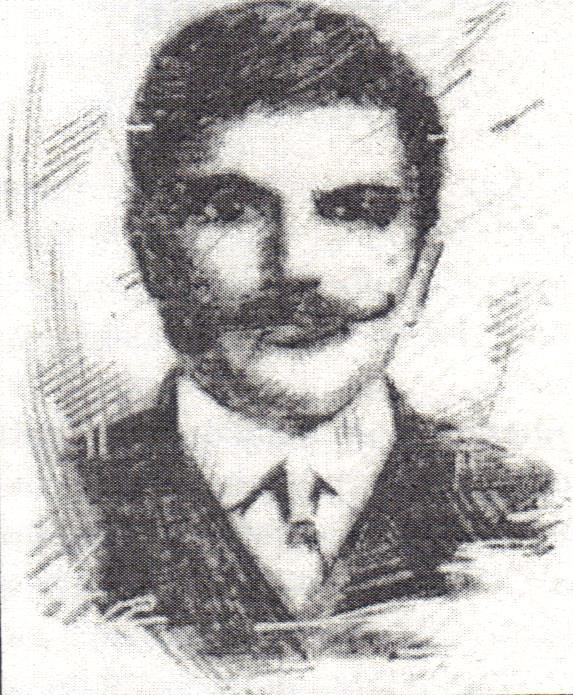
Mourad Zakarian
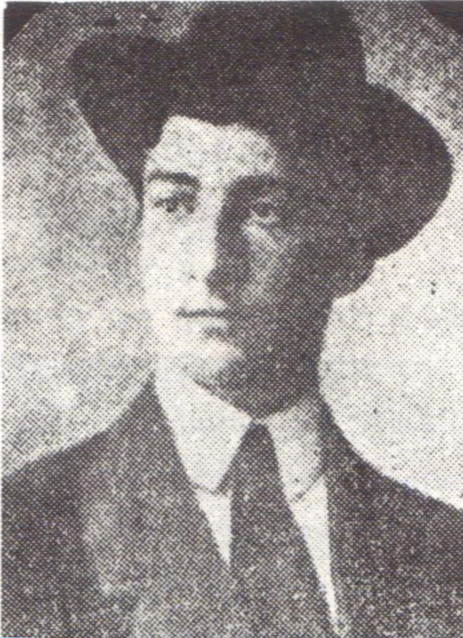
Yervant Topouzian
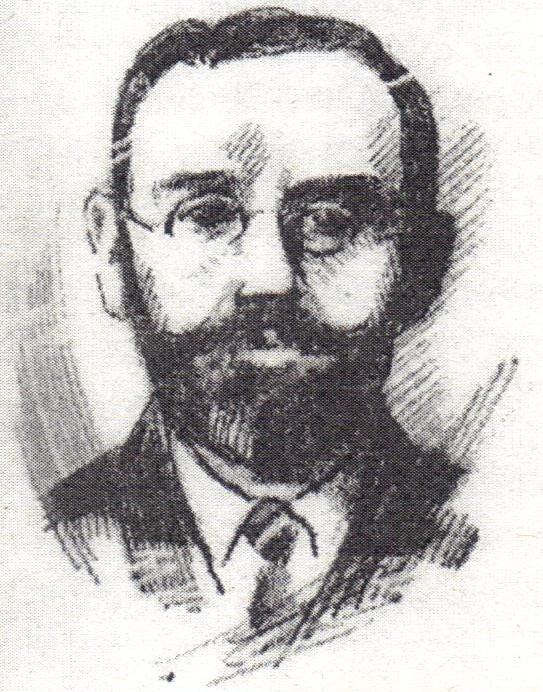
Hagop Basmadjian
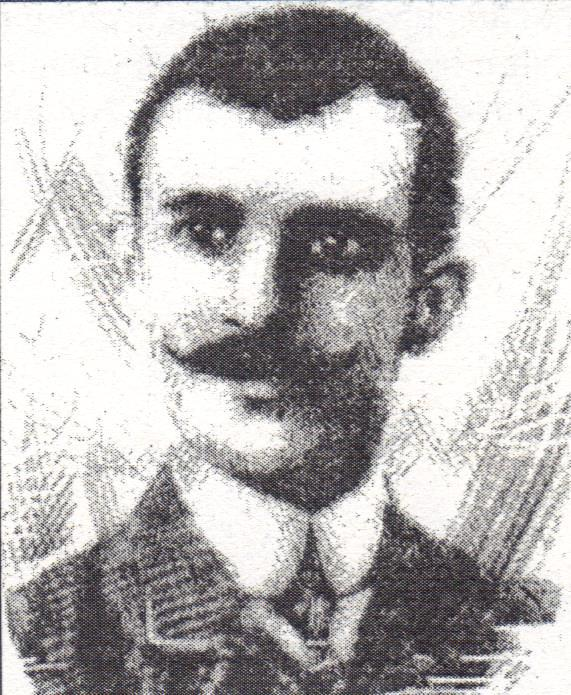
Sempat Kelejian
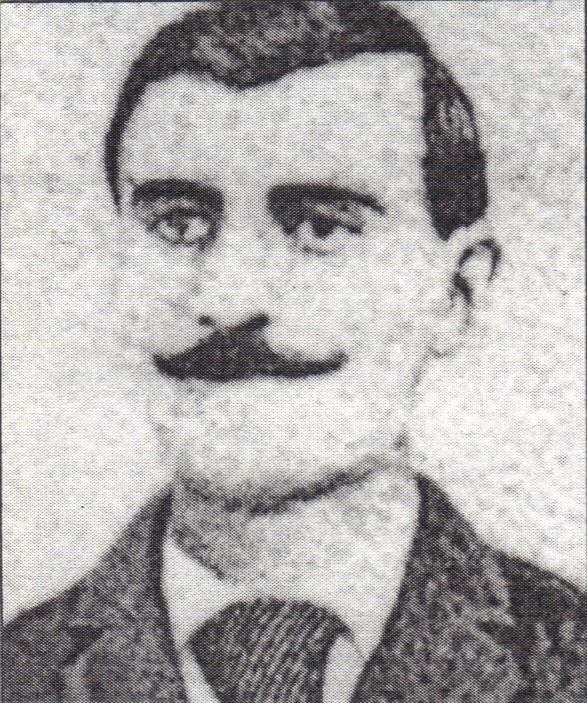
Roupen Garabedian
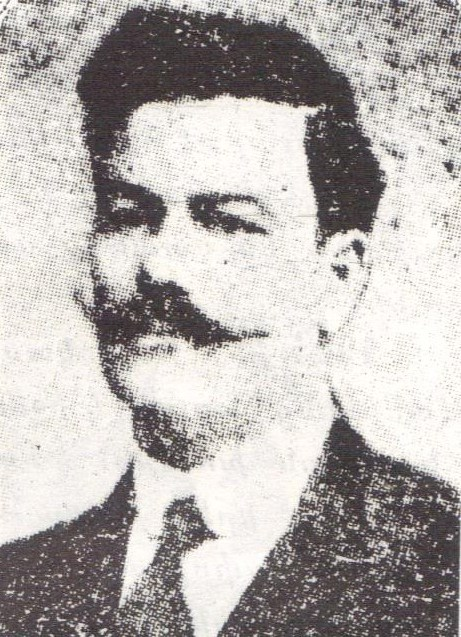
Armenag Hampartsoumian
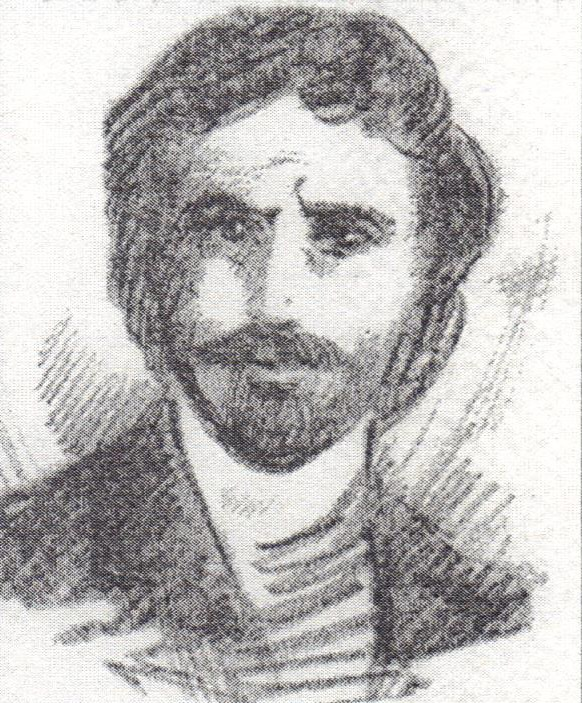
Apraham Mouradian
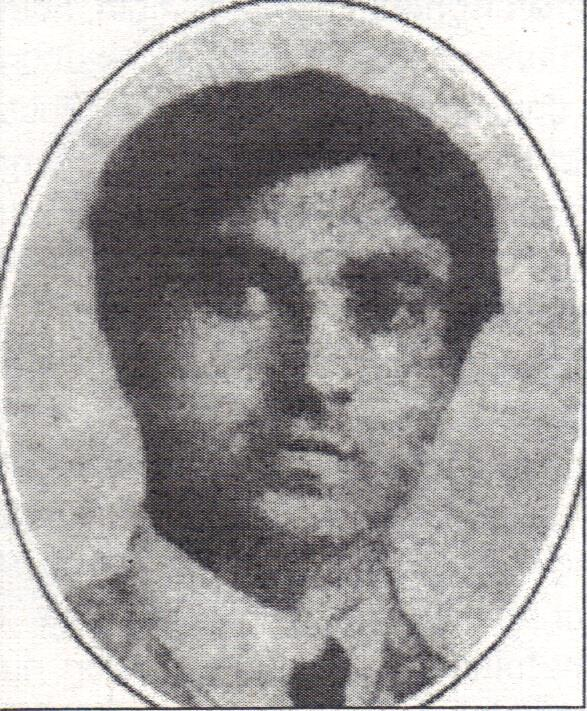
Hrant Yégavian
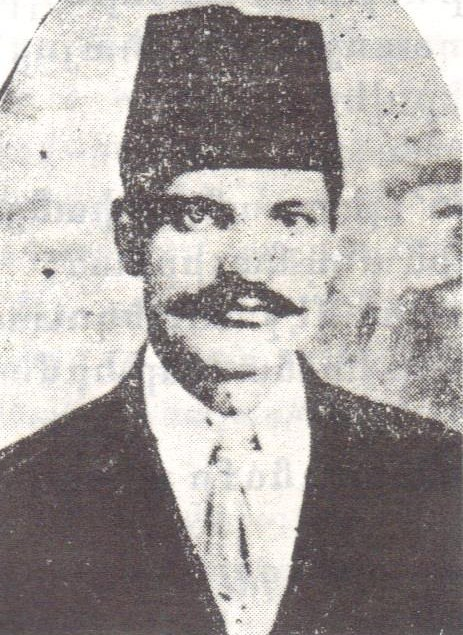
Karnig Krikor Boyadjian
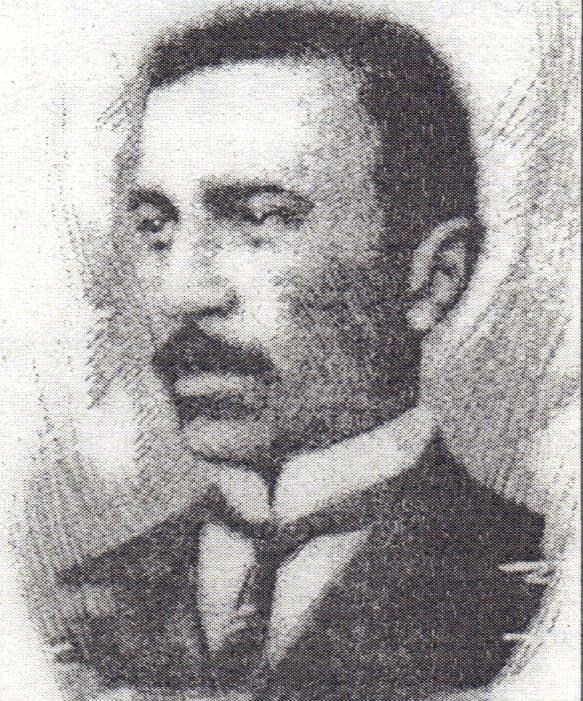
Hovhannes D. Ghazarian
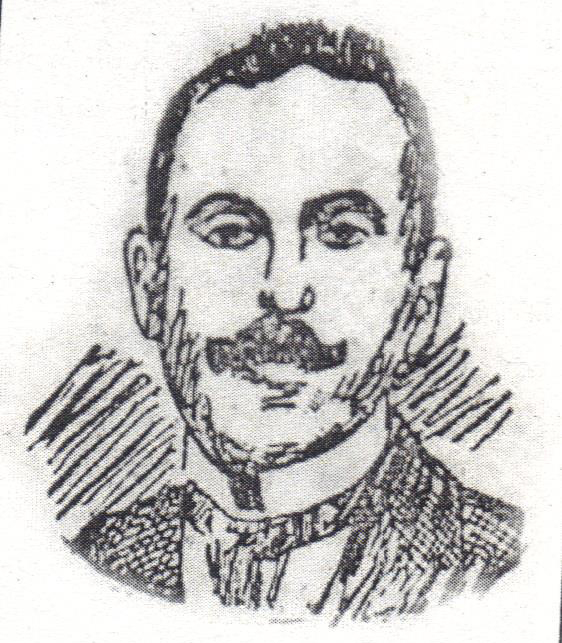
Meguerditch Yeretsian
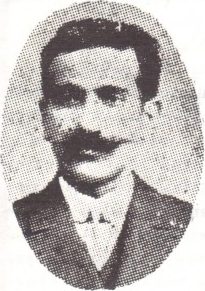
Yeremia Manoukian
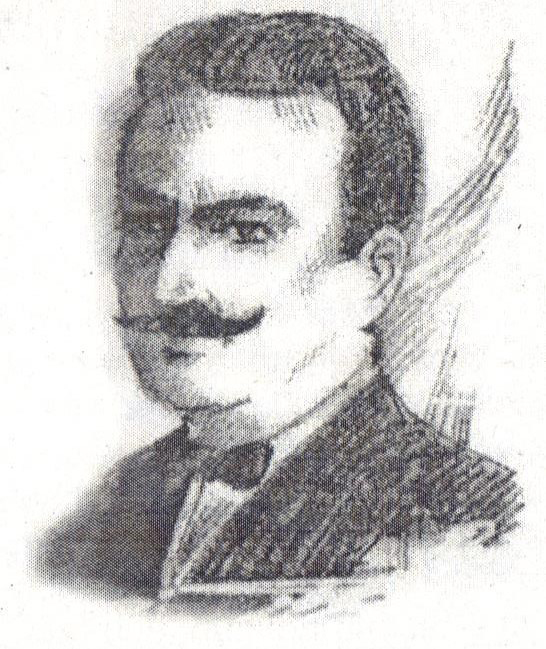
Tovmas Tovmasian
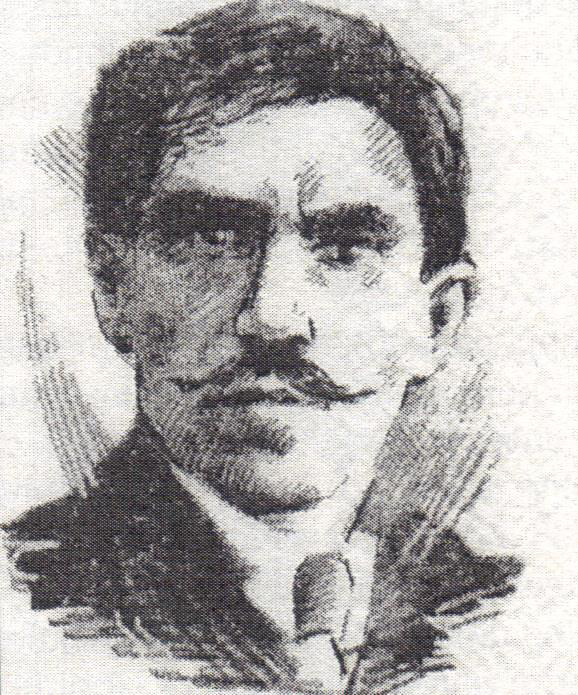
Karekin Boghosian
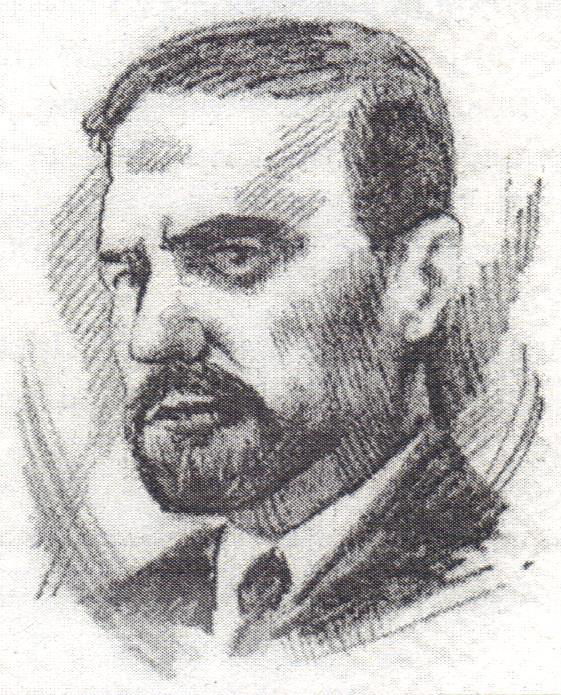
Minas Kéchichian
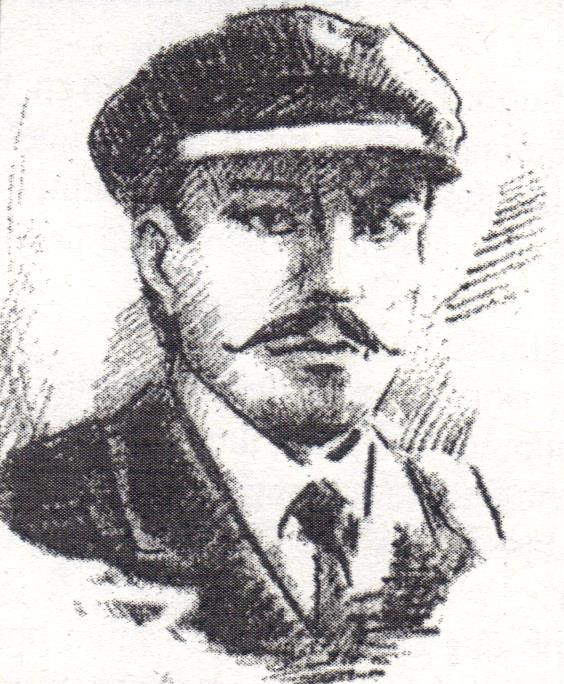
Boghos Boghossian

## Hommages
Depuis leur exécution, les 20 martyrs ont été une source d'inspiration pour des milliers de jeunes arméniens dans le monde, en particulier ceux qui ont rejoint le parti social-démocrate Hentchak et combattu dans ses rangs.
En 2001, un monument en l'honneur de Paramaz et ses 19 camarades est inauguré à Meghri, en Arménie.
Le 15 juin 2010, une conférence sur le sujet est organisée à Erevan et une cérémonie est organisée en l'honneur des militants pendus à Tsitsernakaberd, le mémorial dédié aux victimes du génocide arménien.
Le 13 juin 2013, une conférence est organisée à Istanbul en présence d'associations luttant pour les droits de l'homme et d’intellectuels turcs.